# نهائي كأس العالم 2018
نهائي كأس العالم 2018 هي المباراة النهائية لتحديد الفائز بكأس العالم لكرة القدم 2018، وهو النهائي الحادي العشر لكأس العالم، وهي مسابقة كرة قدم للرجال منظمة من طرف الفيفا. لُعب النهائي على أرضية ملعب لوجنيكي في موسكو عاصمة روسيا في 15 يوليو 2018، بين فرنسا وكرواتيا. ضمت البطولة روسيا المُضيفة وإحدى وثلاثين منتخبًا آخر تأهلوا من مرحلة التصفيات التي نظمتها اتحادات الفيفا الستة. وتنافست الفرق الـ32 في دور المجموعات، حيث تأهل منها ستة عشر فريقًا لمرحلة خروج المغلوب. في طريقهم إلى النهائي، أنهى المنتخب الفرنسي المجموعة الثالثة في الصدارة، بفوزين وتعادل، ليتأهلوا إلى مرحلة المغلوب، حيث فازوا على الأرجنتين في دور الستة عشر، الأوروغواي في ربع النهائي وبلجيكا في نصف النهائي. بينما أنهى المنتخب الكرواتي المجموعة الرابعة في الصدارة، بعد تحقيقه للفوز في مبارياته الثلاث، تفوقوا بعدها على الدنمارك في دور الـ16 وروسيا في ربع النهائي – بركلات الجزاء الترجيحية في كلتا المبارتين – وإنجلترا في نصف النهائي بعد وقت إضافي. لُعبت المباراة بحضور 78,011 مُشجع، مع أزيد من مليار مشاهد عبر التلفاز، وقد أدارها الحكم الأرجنتيني نيستور بيتانا.
تقدم المنتخب الفرنسي في النتيجة عبر هدف ذاتي سجله ماريو ماندجوكيتش عند الدقيقة 18، ليكون أول هدف ذاتي يُسجل في نهائي كأس العالم، بعدها بعشر دقائق عدَّل إيفان بيريشيتش النتيجة بتسديدة سكنت الزاوية اليسرى لمرمى الحارس. تحصل الفرنسيون على ركلة جزاء بعد أن أبلغ حكام الفيديو المساعد عن لمسة يد من إيفان بيريشيتش، نفذها أنطوان غريزمان بنجاح لينتهي الشوط الأول بتقدم فرنسا 2–1. أضاف بول بوغبا الهدف الثالث في الدقيقة 59، ضاعف بعدها كيليان مبابي النتيجة 4–1، ليصبح ثاني أصغر لاعب يسجل في نهائي كأس العالم بعد بيليه في 1958، كما سجل ماندجوكيتش الثاني لكرواتيا، لتنتهي المباراة بنتيجة 4–2 لصالح فرنسا.
حقق منتخب فرنسا لقبه الثاني في المسابقة، بعد الأول في 1998. اختير غريزمان كرجل للمباراة بينما حصل الكرواتي لوكا مودريتش على الكرة الذهبية كأفضل لاعب في البطولة. يعتبر هذا النهائي هو الأعلى تهديفيًا منذ نهائي 1966. قال ديدييه ديشان، مدرب فرنسا، «هذه المغامرة مرتبطة بمغامرة هؤلاء اللاعبين. لقد كان لي امتياز كبير أن أعيش هذا منذ 20 عامًا، وفي فرنسا، لكن ما فعله اللاعبون للتو هو جميل بنفس القدر، بنفس القوة.» هنأ زلاتكو داليتش مدرب كرواتيا، فرنسا على فوزهم، وانتقد قرار ركلة الجزاء حيث قال «في نهائي كأس العالم لا يمكنك أن تحتسب ضربة جزاء كهذه.»

## خلفية
كأس العالم 2018 هي البطولة الحادية والعشرون من بطولات كأس العالم لفرق الرجال الوطنية، تحت رعاية الاتحاد الدولي لكرة القدم، وقد استضافتها روسيا في الفترة ما بين 14 يونيو ولغاية 15 يوليو من عام 2018. تأهل منتخب روسيا تلقائيًا كمُضيف البطولة، بينما نافس 208 منتخب على الـ31 مقعد عبر أدوار التصفيات التي نظمتها اتحادات الفيفا الستة والتي لُعبت في الفترة ما بين مارس 2015 ونوفمبر 2017. وُزعت المنتخبات على ثمان مجموعات كل منها مكونة من أربعة فرق، مع كل فريق يلعب مع آخر في دورة روبن. تأهل متصدر ووصيف كل مجموعة إلى مرحلة خروج المغلوب. المنتخب الألماني هو حامل اللقب بعد الفوز بنسخة 2014، لكنه أُقصِي من دور المجموعات، بعدما أنهوا مجموعتهم في المركز الأخير خلف السويد، المكسيك وكوريا الجنوبية.
سبق لفرنسا تحقيق اللقب، بعد الفوز على البرازيل في نهائي 1998، كما خسروا نهائي 2006 ضد إيطاليا. في أخر نسخة من كأس العالم، خرجوا من ربع النهائي. هذا هو النهائي الأول لكرواتيا في مشاركتهم الخامسة في البطولة. كما أصبحوا عاشر منتخب أوروبي وثالث عشر يصل لنهائي كأس العالم. أفضل أداء لهم في المسابقة كان الوصول إلى نصف نهائي كأس العالم 1998، حين خسروا ضد فرنسا. خرجت كرواتيا من دور المجموعات في نسخة 2014. هذا هو اللقاء السادس بين الفريقين، حيث لم يسبق لفرنسا الخسارة ضد كرواتيا؛ فازوا في ثلاث مباريات وتعادلوا في إثنتين. هذا هو تاسع نهائي في كأس العالم يجمع بين منتخبين أوروبيين، أخر نهائي كان سنة 2010 حين فاز منتخب إسبانيا على هولندا 1–0.
كانت الكرة الرسمية للمباراة النهائية هي تلستار ميشتا (بالإنجليزية: Telstar Mechta)‏ (بالروسية: Мечта)‏، وهي نسخة حمراء اللون من أديداس تلستار 18 التي خُصِصت لمرحلة خروج المغلوب.

## الملعب

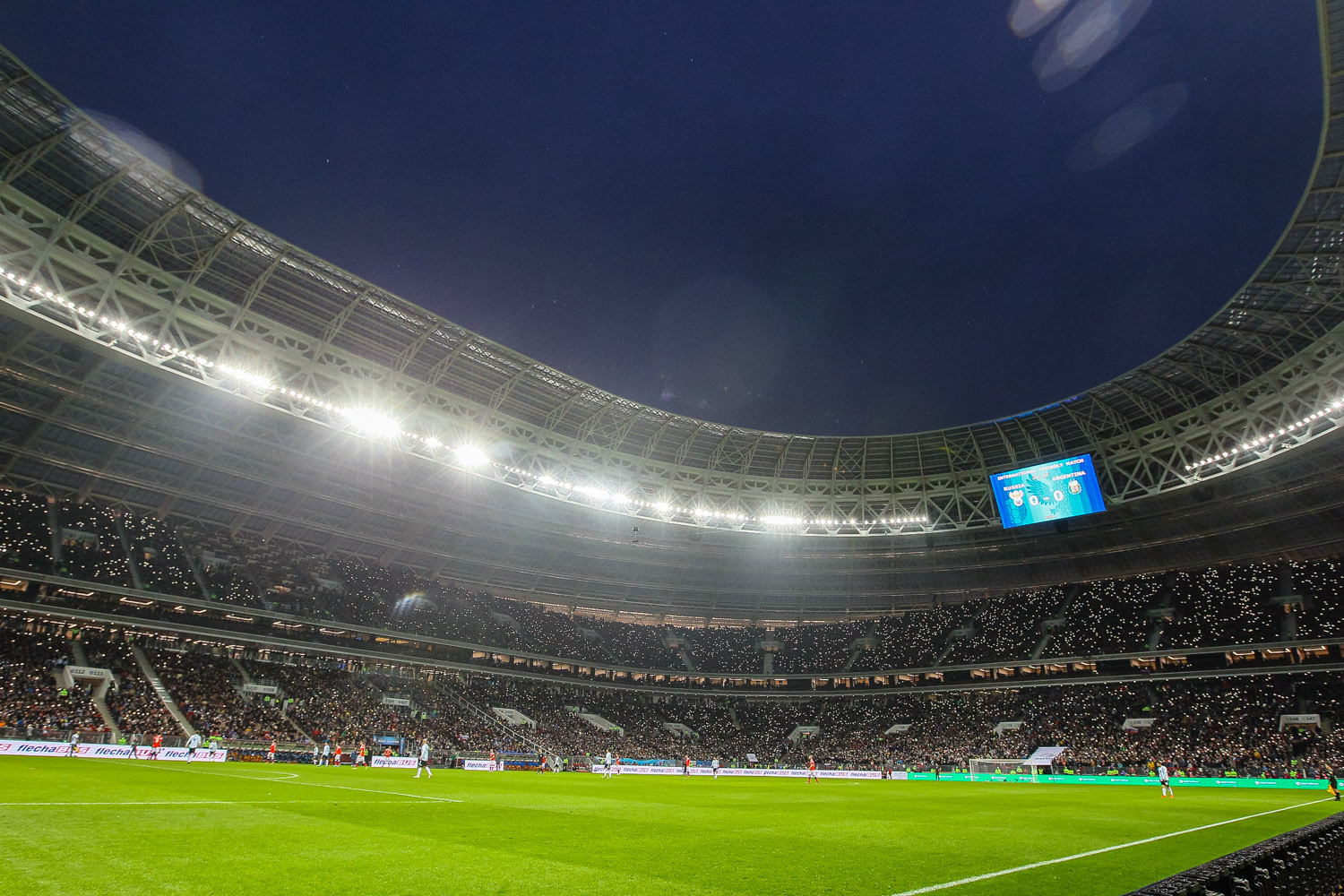
ملعب لوجنيكي في موسكو حيث لعب النهائي.

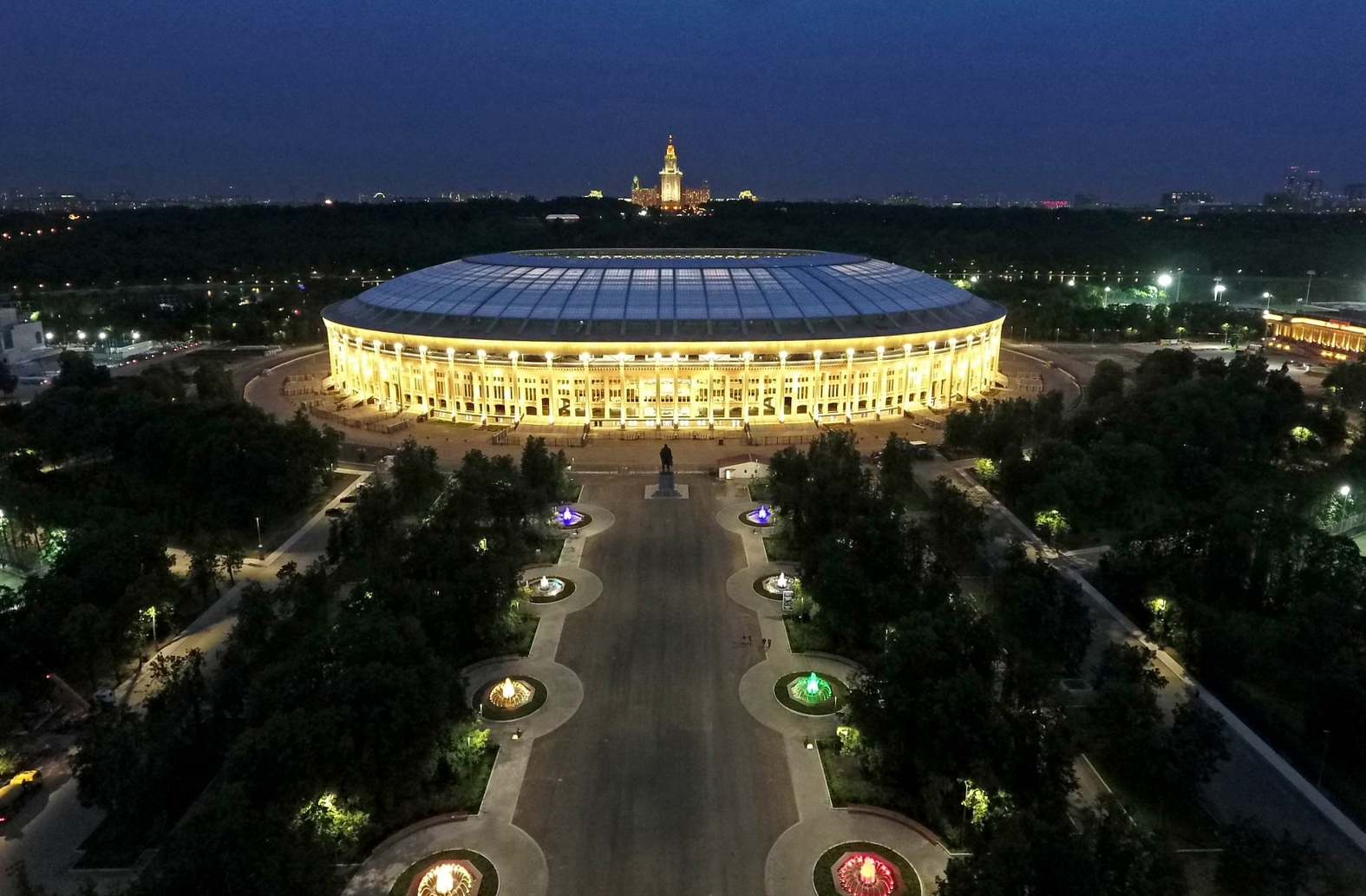
ملعب لوجنيكي من الخارج في الليل.

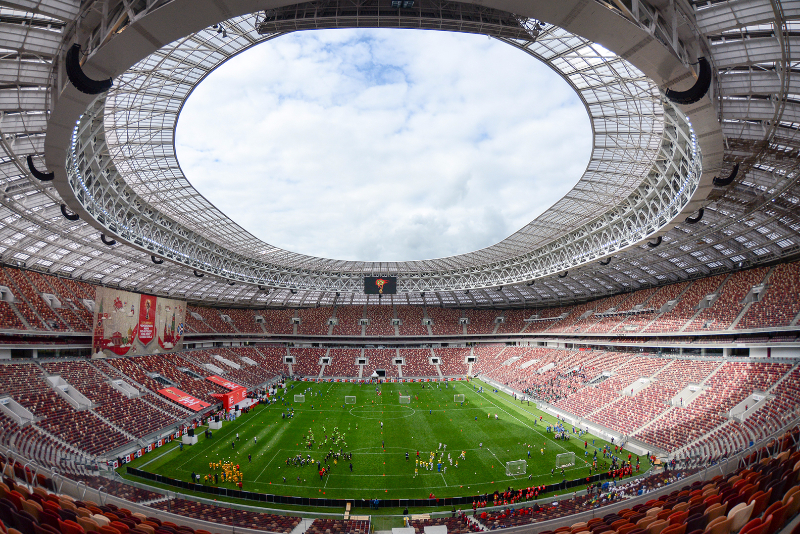
ملعب لوجنيكي من الداخل.

لُعب النهائي على ملعب لوجنيكي في موسكو. اختير الملعب أثناء اجتماع للجنة التنفيذية للفيفا في طوكيو، اليابان بتاريخ 14 ديسمبر 2012. كما استضاف الملعب ست مباريات من بينهم مباراة الافتتاح في 14 يونيو، ثلاث مباريات في دور المجموعات، مباراة في دور الـ16، ومباراة نصف النهائي الثاني في 11 يوليو.
افتتح الملعب سنة 1956 كجزء من مجمع لوجنيكي الأولمبي، حيث كان يسمى بملعب لينين المركزي حتى سنة 1992، وكان بمثابة الملعب الوطني لروسيا. استضاف عدة مباريات لمنتخب روسيا، ومنتخب الاتحاد السوفيتي سابقًا. في الماضي، استخدم الملعب لصالح نوادي مثل سيسكا موسكو، توربيدو موسكو وسبارتاك موسكو، حاليا لا يوجد أي نادي يلعب به.
استضاف الملعب عدة أحداث رياضية عالمية، من بينها الألعاب الأولمبية الصيفية 1980، حيث استضاف حفلا الافتتاح والختام، ألعاب القوى وكرة القدم (4 مباريات من بينهم مباراة الميدالية الذهبية)، والجائزة الكبرى للقفز الفردي. كما استضاف نهائي كأس الاتحاد الأوروبي 1999 ونهائي دوري أبطال أوروبا 2008.
الملعب ذو التصنيف الرابع من الاتحاد الأوروبي لكرة القدم، وكان هو الأكبر في كأس العالم 2018 بقدرة استعاب 81.006 متفرج، بعدما قُلص إلى 78,011 من أجل كأس العالم. كما هو الأكبر في شرق أوروبا، وضمن الأكبر في أوروبا. استعدادًا لكأس العالم، تم إغلاق الملعب لإجراء تجديدات واسعة النطاق في أغسطس 2013. وقُرِبت مدرجات المشجعين من الملعب، كما تم تحويل العشب من عشب صناعي إلى عشب طبيعي، بعد إزالة المضمار الرياضي. احتُفظ بالواجهة التاريخية للملعب بسبب قيمتها المعمارية، بينما تم تحديث السقف باستخدام جلد جديد من بولي كربونات مع إضاءة خارجية. لم يستضف ملعب لوجنيكي أي مباراة من كأس القارات 2017 بسبب المشروع. كلف مشروع التجديد 341 مليون يورو، وأعيد افتتاح الملعب رسميًا بمباراة ودية دولية بين روسيا والأرجنتين يوم 11 نوفمبر 2017.

## الطريق إلى النهائي

### فرنسا
تأهلت فرنسا للبطولة بعد تصدرها لمجموعتها في التصفيات، متقدمة على السويد وهولندا. في النهائيات، أوقعتهم القرعة في المجموعة الثالثة، رفقة أستراليا، الدنمارك وبيرو. حققت فرنسا الفوز في مباراتها الإفتتاحية أمام أستراليا بنتيجة 2–1، والتي جرت على أرضية ملعب كازان أرينا يوم 16 يونيو، حيث سجل أنطوان غريزمان الهدف الأول من ركلة جزاء أعلنها الحكم بعد العودة إلى تقنية الفار، أدركت أستراليا التعادل من ركلة جزاء أيضًا نفذها ميلي يديناك بنجاح، لتعاود فرنسا التقدم بهدف ذاتي سجله عزيز بيهيتش. في المباراة الثانية أمام بيرو، فازت فرنسا بهدف نظيف سجله كيليان مبابي البالغ من العمر 19 عامًا، والذي أصبح أصغر لاعب يسجل لفرنسا في بطولة كبرى. ضمن هذا الفوز تأهل الفرنسيين لمرحلة خروج المغلوب، مما أتاح للمدرب ديدييه ديشان، إمكانية إراحة بعض العناصر الأساسية في المباراة الأخيرة ضد الدنمارك، والتي إنتهت بالتعادل السلبي، وهي نتيجة كانت كافية لتصدر فرنسا للمجموعة.
في دور الستة عشر، واجهت فرنسا وصيف المجموعة الرابعة الأرجنتين. منح غريزمان التقدم لفرنسا في وقت مبكر من المباراة من ركلة جزاء، سجلت بعدها الأرجنتين هدف التعادل بتسديدة بعيدة المدى من أنخيل دي ماريا، ثم تقدمت بهدف غابرييل ميركادو عند مطلع الشوط الثاني، عادل بنجامين بافار النتيجة مرة أخرى، ليظهر بعدها مبابي ويسجل هدفين في ظرف 5 دقائق مانحًا فرنسا التقدم، وقبل صافرة النهاية بدقيقتين، سجل سيرخيو أغويرو هدف الأرجنتين الثالث لتنتهي المباراة بنتيجة 4–3. في مباراة ربع النهائي أمام الأوروغواي تفوقت فرنسا 2–0 بهدفي رافاييل فاران وغريزمان. اصطدم الزُرق ببلجيكا في نصف النهائي، لتمنح رأسية صامويل أومتيتي فرنسا بطاقة التأهل إلى النهائي بالفوز 1–0.

### كرواتيا
حلت كرواتيا في المركز الثاني في مجموعتها ضمن التصفيات خلف آيسلندا، لتضطر للعب الملحق أمام اليونان، حيث تفوقت على الأخيرة بنتيجة 4–1 في مجموع الذهاب والإياب. في النهائيات، سُحبت كرواتيا في المجموعة الرابعة، إلى جانب كل من الأرجنتين، آيسلندا ونيجيريا. استهلت كرواتيا مشوارها في البطولة بالفوز 2–0 على نيجيريا، بعد أن سجل أوجينيكارو إيتيبو بالخطأ في مرماه وركلة جزاء سجلها لوكا مودريتش. في المباراة الثانية أمام الأرجنتين، استغل أنته ريبيتش خطأ الحارس ويلي كاباييرو الفاضح ليسجل هدف تقدم كرواتيا، ثم أضاف مودريتش الهدف الثاني بتسديدة قوية، لينهي إيفان راكيتيتش المباراة بالهدف الثالث ويعلن تأهل كرواتيا إلى دور الستة عشر لأول مرة منذ 1998. ضمن الكروات الصادرة بعد الفوز على آيسلندا 2–1 في مباراة شهد إراحة العديد من اللاعبين الأساسيين.
خلال مرحلة خروج المغلوب، واجهت كرواتيا نظيرتها الدنمارك في دور الستة عشر، وبعد نهاية الوقتين الأصلي والإضافي بالتعادل الإيجابي 1–1 مع إهدار مودريتش لركلة جزاء، نجحت كرواتيا في التأهل بفضل ركلات الجزاء الترجيحية 3–2، بعد تألق الحارس دانييل سوباشيتش وصده لثلاث ركلات ترجيحية. في ربع النهائي، واجهوا البلد المنظم روسيا، تقدم الروس بهدف في الدقيقة 31 بهدف دينيس تشيريشيف، يسجل بعدها أندري كراماريتش هدف التعادل بعد ثمان دقائق لينتهي الوقت الأصلي على ذلك ويتم التوجه للأشواط الإضافية. منح دوماغوي فيدا الأفضلية للكروات بهدف ثان سجله في الدقيقة 101، غير أن ماريو فيرنانديز عادل الكفة في الدقيقة 115 لتتوجه المباراة إلى ركلات الجزاء الترجيحية. نجحت كرواتيا في التأهل إلى نصف النهائي بعد الفوز 4–3. يوم 11 يوليو، التقت كرواتيا بإنجلترا في نصف النهائي، تقدم الإنجليز عن طريق هدف كيران تريبير في الدقيقة الخامسة، ثم تمكنت كرواتيا معادلة النتيجة من خلال تسديدة إيفان بيريشيتش في الدقيقة 68. استمر التعادل حتى الدقيقة 108 من الوقت الإضافي بعد أن سجل ماريو ماندجوكيتش هدف تأهل كرواتيا إلى النهائي الأول في تاريخها.
| م | الفريق   | لعب | نقاط |
| - | -------- | --- | ---- |
| 1 | فرنسا    | 3   | 7    |
| 2 | الدنمارك | 3   | 5    |
| 3 | بيرو     | 3   | 3    |
| 4 | أستراليا | 3   | 1    |

| م | الفريق    | لعب | نقاط |
| - | --------- | --- | ---- |
| 1 | كرواتيا   | 3   | 9    |
| 2 | الأرجنتين | 3   | 4    |
| 3 | نيجيريا   | 3   | 3    |
| 4 | آيسلندا   | 3   | 1    |

## قبل المباراة

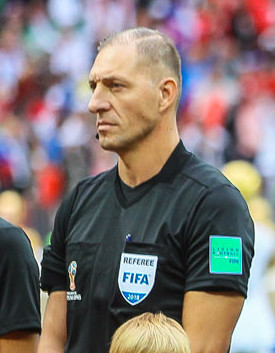
نيستور بيتانا حكم النهائي.

أعلنت لجنة الحكام بالاتحاد الدولي لكرة القدم يوم 12 يوليو 2018، عن تعيينها للأرجنتيني نيستور بيتانا، حكمًا للمباراة النهائية. كانت هذه المباراة هي الخامسة له في هذه النسخة، وقد أصبح ثاني حكم في التاريخ يقود المباراة الإفتتاحية والنهائية في بطولة واحدة؛ بعد مواطنه هوراسيو إليزوندو في نسخة 2006. بيتانا هو حكم دولي منذ سنة 2010، وقد سبق له قيادة أربع مباريات في كأس العالم 2014. اختير الأرجنتنيان هرنان مايدانا وخوان بابلو بيلاتي كحكمين مساعدين، مع الهولندي بيورن كويبرس كحكم رابع، رفقة إرفين زينسترا كحكم إحتياطي. إدارت التحكيم عبر الفيديو كانت للإيطالي ماسيميليانو إيراتي بمعاونة الأرجنتيني ماورو فيغليانو، التشيلي كارلوس أستروزا وداني ماكيلي.
أقيم الحفل الختامي للبطولة قبل بدء المباراة، وشهد أداء الأغنية الرسمية للبطولة «عيش اللحظة»، من طرف ويل سميث، نيكي جام، إيرا إستريفي. كما أدى جام أيضًا أغنية "X (Equis)" مرتديًا قميصًا تكريمًا لجي بالفين. غنت مغنية الأوبرا عايدة جاريفولينا الأغنية الشعبية الروسية «كالينكا»، برفقة جوقة للأطفال، وقسم إيقاع يضم حجابًا قدمه الدولي البرازيلي السابق رونالدينيو. وحضر الحفل عشرة قادة دول، من بينهم الرئيس الروسي فلاديمير بوتين، والرئيس الفرنسي إيمانويل ماكرون، ورئيسة كرواتيا كوليندا غرابار كيتاروفيتش.

## المباراة

### التفاصيل
| فرنسا                                                                 | 4–2   | كرواتيا                         |
| --------------------------------------------------------------------- | ----- | ------------------------------- |
| - ماندجوكيتش 18' (ه.ذ.) - غريزمان 38' (ركلة.) - بوغبا 59' - مبابي 65' | تقرير | - بيريشيتش 28' - ماندجوكيتش 69' |

| فرنسا | كرواتيا |

| GK           | 1  | هوغو لوريس (ك.) |     |     |
| RB           | 2  | بنجامين بافار   |     |     |
| CB           | 4  | رافاييل فاران   |     |     |
| CB           | 5  | صامويل أومتيتي  |     |     |
| LB           | 21 | لوكاس هيرنانديز | 41' |     |
| CM           | 6  | بول بوغبا       |     |     |
| CM           | 13 | نغولو كانتي     | 27' | 55' |
| RW           | 10 | كيليان مبابي    |     |     |
| AM           | 7  | أنطوان غريزمان  |     |     |
| LW           | 14 | بليز ماتويدي    |     | 73' |
| CF           | 9  | أوليفيه جيرو    |     | 81' |
| التبديلات:   |    |                 |     |     |
| MF           | 15 | ستيفن نزونزي    |     | 55' |
| MF           | 12 | كورينتين توليسو |     | 73' |
| FW           | 18 | نبيل فقير       |     | 81' |
| المدرب:      |    |                 |     |     |
| ديدييه ديشان |    |                 |     |     |

| GK            | 23 | دانييل سوباشيتش   |       |     |
| RB            | 2  | شيمي فرساليكو     | 90+2' |     |
| CB            | 6  | ديان لوفرين       |       |     |
| CB            | 21 | دوماغوي فيدا      |       |     |
| LB            | 3  | إيفان سترينيتش    |       | 82' |
| CM            | 7  | إيفان راكيتيتش    |       |     |
| CM            | 11 | مارسيلو بروزوفيتش |       |     |
| RW            | 18 | أنته ريبيتش       |       | 71' |
| AM            | 10 | لوكا مودريتش (ك.) |       |     |
| LW            | 4  | إيفان بيريشيتش    |       |     |
| CF            | 17 | ماريو ماندجوكيتش  |       |     |
| التبديلات:    |    |                   |       |     |
| FW            | 9  | أندري كراماريتش   |       | 71' |
| MF            | 20 | ماركو بياتسا      |       | 82' |
| المدرب:       |    |                   |       |     |
| زلاتكو داليتش |    |                   |       |     |

| رجل المباراة: أنطوان غريزمان (فرنسا) الحكمين المساعدين: هرنان مايدانا (الأرجنتين) خوان بابلو بيلاتي (الأرجنتين) الحكم الرابع: بيورن كويبرس (هولندا) الحكم الخامس: إرفين زينسترا (هولندا) حكم الفيديو المساعد: ماسيميليانو إيراتي (إيطاليا) معاوني حكم الفيديو المساعد: ماورو فيغليانو (الأرجنتين) كارلوس أستروزا (تشيلي) داني ماكيلي (هولندا) | قواعد المباراة - 90 دقيقة - 30 دقيقة من الوقت الإضافي إذا لزم الأمر - ركلات الجزاء الترجيحية إذا كانت الأهداف لا تزال متطابقة - بحد أقصى اثنا عشر من البدائل المسماة - ثلاثة تبديلات كحد أقصى، مع السماح بتبديل رابع في الوقت الإضافي |

### الإحصائيات
| الإحصائيات           | فرنسا | كرواتيا |
| -------------------- | ----- | ------- |
| الأهداف المسجلة      | 2     | 1       |
| مجموع التسديدات      | 1     | 7       |
| التسديدات على المرمى | 1     | 1       |
| التصديات             | 0     | 0       |
| الاستحواذ على الكرة  | 39%   | 61%     |
| الركنيات             | 1     | 4       |
| الأخطاء المرتكبة     | 8     | 7       |
| التسللات             | 1     | 0       |
| البطاقات الصفراء     | 2     | 0       |
| البطاقات الحمراء     | 0     | 0       |

| الإحصائيات           | فرنسا | كرواتيا |
| -------------------- | ----- | ------- |
| الأهداف المسجلة      | 2     | 1       |
| مجموع التسديدات      | 7     | 8       |
| التسديدات على المرمى | 5     | 2       |
| التصديات             | 1     | 3       |
| الاستحواذ على الكرة  | 39%   | 61%     |
| الركنيات             | 1     | 2       |
| الأخطاء المرتكبة     | 6     | 6       |
| التسللات             | 0     | 1       |
| البطاقات الصفراء     | 0     | 1       |
| البطاقات الحمراء     | 0     | 0       |

| الإحصائيات           | فرنسا | كرواتيا |
| -------------------- | ----- | ------- |
| الأهداف المسجلة      | 4     | 2       |
| مجموع التسديدات      | 8     | 15      |
| التسديدات على المرمى | 6     | 3       |
| التصديات             | 1     | 3       |
| الاستحواذ على الكرة  | 39%   | 61%     |
| الركنيات             | 2     | 6       |
| الأخطاء المرتكبة     | 14    | 13      |
| التسللات             | 1     | 1       |
| البطاقات الصفراء     | 2     | 1       |
| البطاقات الحمراء     | 0     | 0       |

## روابط خارجية
- الموقع الرسمي للبطولة
- الوثائق والمستندات الرسمية